# Stanisław Grzesiuk

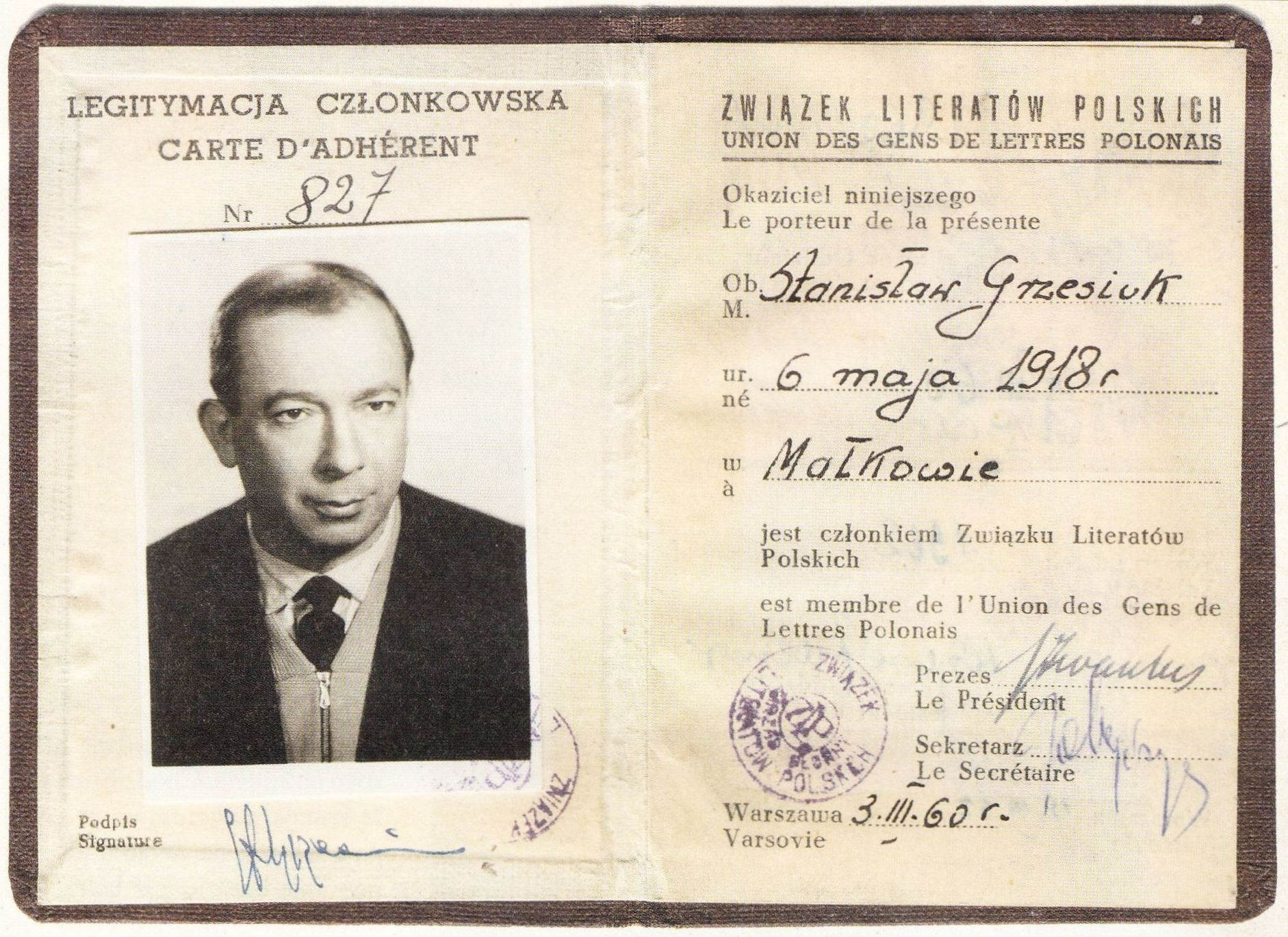
Legitymacja członkowska Związku Literatów Polskich Stanisława Grzesiuka

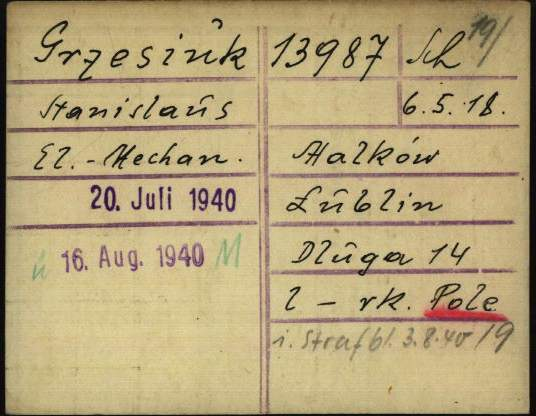
Karta rejestracyjna Stanisława Grzesiuka jako więźnia w nazistowskim obozie koncentracyjnym w Dachau

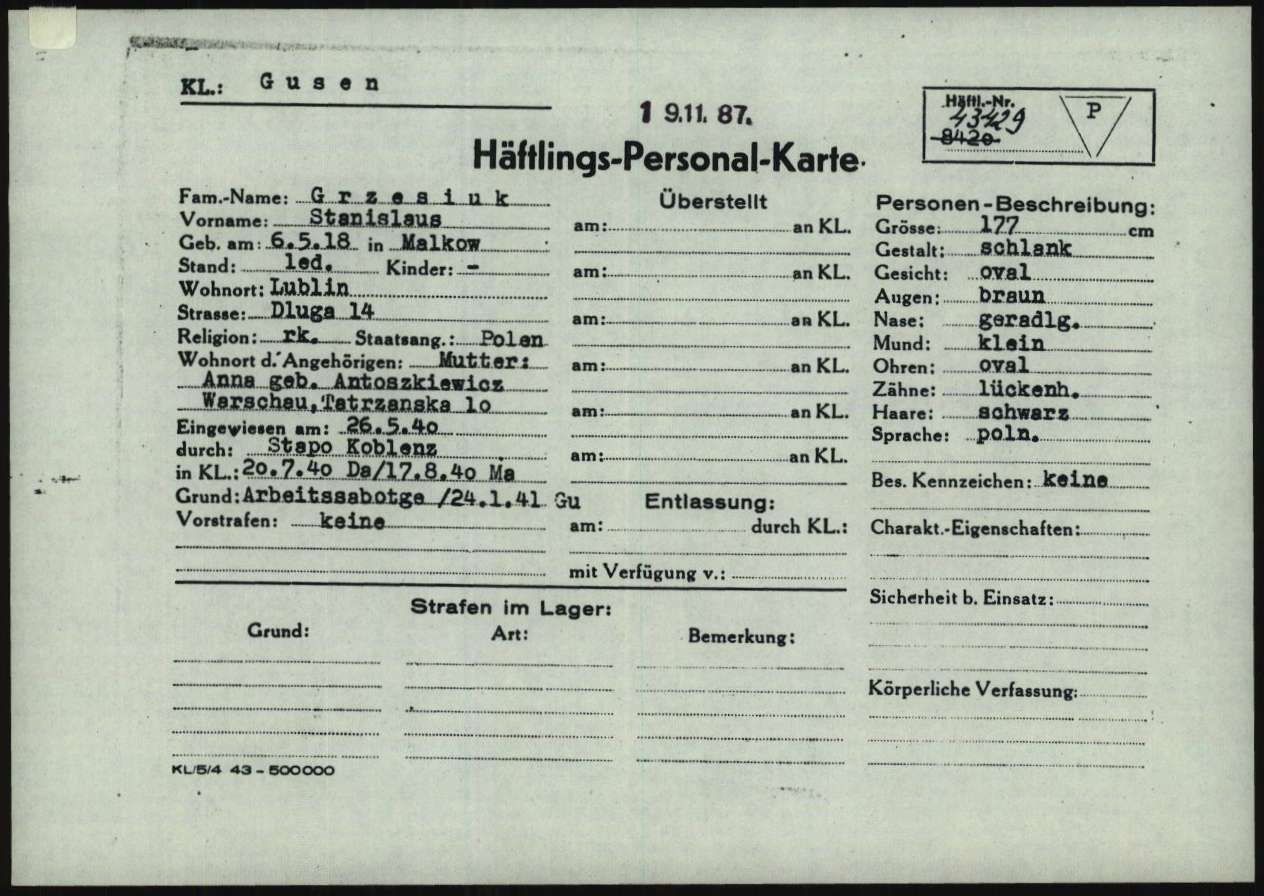
Karta rejestracyjna w obozie Mauthausen-Gusen

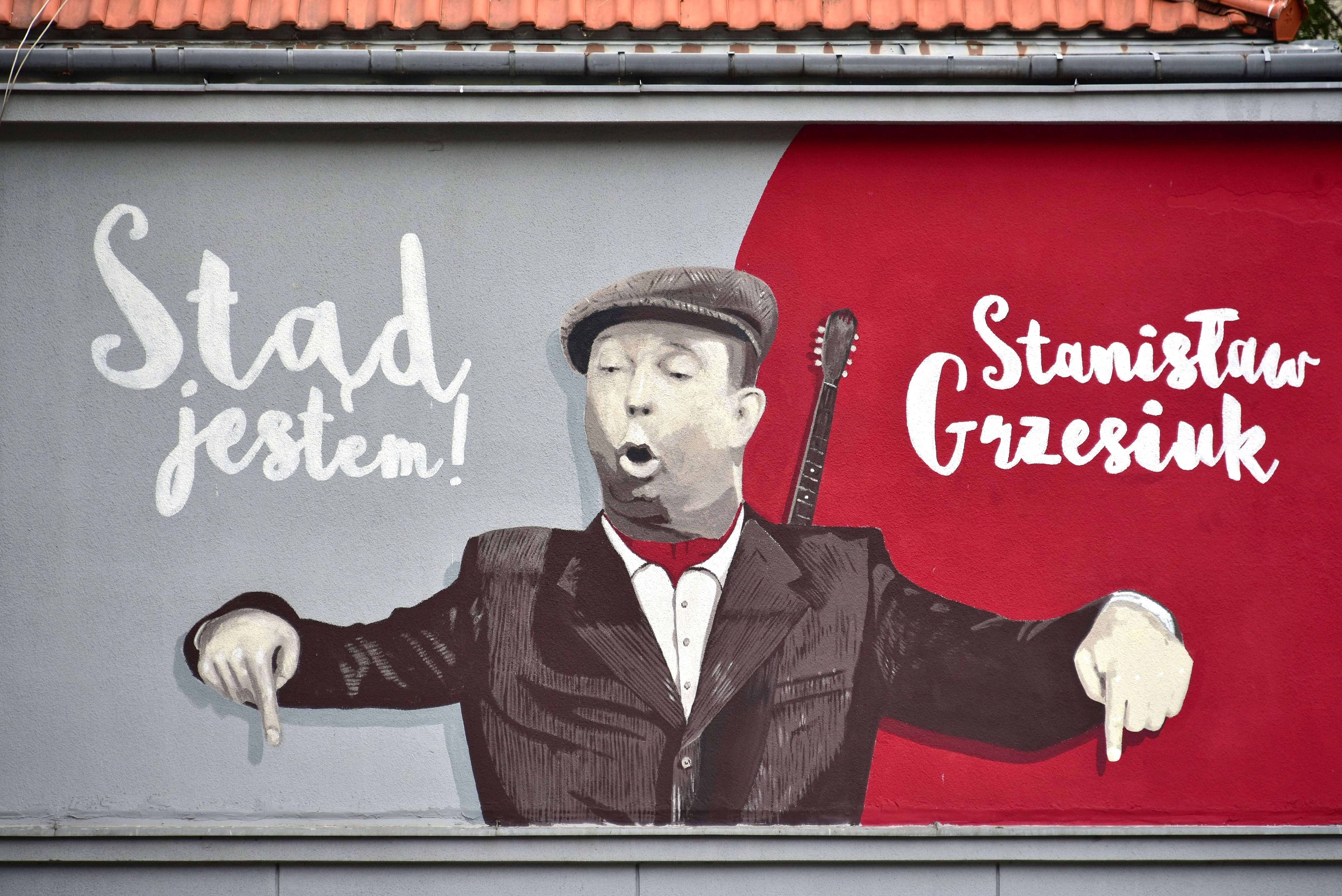
Mural upamiętniający Stanisława Grzesiuka przy ul. Lubkowskiej 7/9 (od strony ul. Gagarina) w Warszawie

Stanisław Grzesiuk (ur. 6 maja 1918 w Małkowie, zm. 21 stycznia 1963 w Warszawie) – polski pisarz, pieśniarz (zwany bardem Czerniakowa), z zawodu elektromechanik.
Autor autobiograficznej trylogii: Boso, ale w ostrogach, Pięć lat kacetu i Na marginesie życia. Popularyzator przedwojennego folkloru czerniakowskiego.

## Życiorys
Dzieciństwo i młodość spędził na warszawskim Czerniakowie, jednej z najbiedniejszych części przedwojennej stolicy. W gwarze czerniakowskiej ta część miasta była określana jako „Dół”. Rodzina Grzesiuków mieszkała w mieszkaniu znajdującym się na pierwszym piętrze nieistniejącej już czteropiętrowej kamienicy przy ul. Tatrzańskiej 10 (nr hip. 7065). Kamienica została spalona przez Niemców podczas powstania warszawskiego pod koniec sierpnia 1944.
Uczęszczał do Szkoły Powszechnej nr 115 przy ul. Chełmskiej 19. Powtarzał szóstą klasę, a w ostatnim roku nauki został przeniesiony do Szkoły nr 187 przy ul. Czerniakowskiej 128. W 1934 rozpoczął pracę w Państwowych Zakładach Tele- i Radiotechnicznych przy ul. Grochowskiej 341. W 1937 zdał egzamin czeladniczy. W tym samym roku zapisał się na Państwowe Kursy Radiotechniczne, które odbywały się na terenie Szkoły Wawelberga i Rotwanda. Nie ukończył ich jednak.
W pierwszych dniach września 1939, po apelu płk. Romana Umiastowskiego, wraz z kolegami opuścił Warszawę, aby dołączyć do oddziałów Wojska Polskiego. Do domu wrócił po kapitulacji miasta. Zaangażował się w walkę z niemieckim okupantem, działając w konspiracji. Poszukiwany (jak przypuszczał sam Grzesiuk prawdopodobnie wskutek donosu kochanki, oczekującej że Grzesiuk zamorduje jej męża) przez Gestapo za posiadanie broni, w 1940 został aresztowany w czasie łapanki i wysłany na roboty przymusowe do Niemiec, w okolice Koblencji. Następnie zesłany do obozu koncentracyjnego Dachau za pobicie gospodarza niemieckiego i ucieczkę z jego gospodarstwa.
Po kilkumiesięcznym pobycie w Dachau (4 kwietnia – 16 sierpnia 1940) przeniesiono go do obozu Mauthausen-Gusen, gdzie przebywał do 5 maja 1945, to znaczy do momentu wyzwolenia obozu przez wojska amerykańskie. Więziony najpierw w „starym obozie” Mauthausen, a w 1941 przeniesiony do nowego „Gusen I”.
9 lipca 1945 wrócił do kraju. Po ślubie w 1946 zamieszkał z żoną w suterenie kamienicy przy ul. Grottgera 4. W 1949 Grzesiukowie przeprowadzili się do pokoju służbowego w Szpitalu Zakaźnym nr 2 przy ul. Chocimskiej 5, a stamtąd do nowego mieszkania na parterze bloku przy ul. Franciszkańskiej 12.
W 1946 zapisał się do Polskiej Partii Robotniczej. Został instruktorem w komitecie dzielnicowym partii. W 1949 ukończył trzymiesięczny kurs dla wicedyrektorów i pracował na stanowiskach administracyjnych w warszawskich szpitalach przy ul. Chocimskiej i Anielewicza oraz w wojewódzkiej poradni zdrowia przy ul. Lwowskiej. W 1961 został radnym Rady m.st. Warszawy z listy Frontu Jedności Narodu z okręgu nr 9 na Ochocie.
Od 1947 chorował na gruźlicę płuc, będącą konsekwencją pobytu w niemieckich obozach koncentracyjnych. Wielokrotnie przebywał w sanatoriach, najdłużej w sanatorium przeciwgruźliczym w podwarszawskim Otwocku. Przeszedł dwie operacje.
Zmarł w 1963 na gruźlicę. Został pochowany na cmentarzu Wojskowym na Powązkach (kwatera C2–8–9).

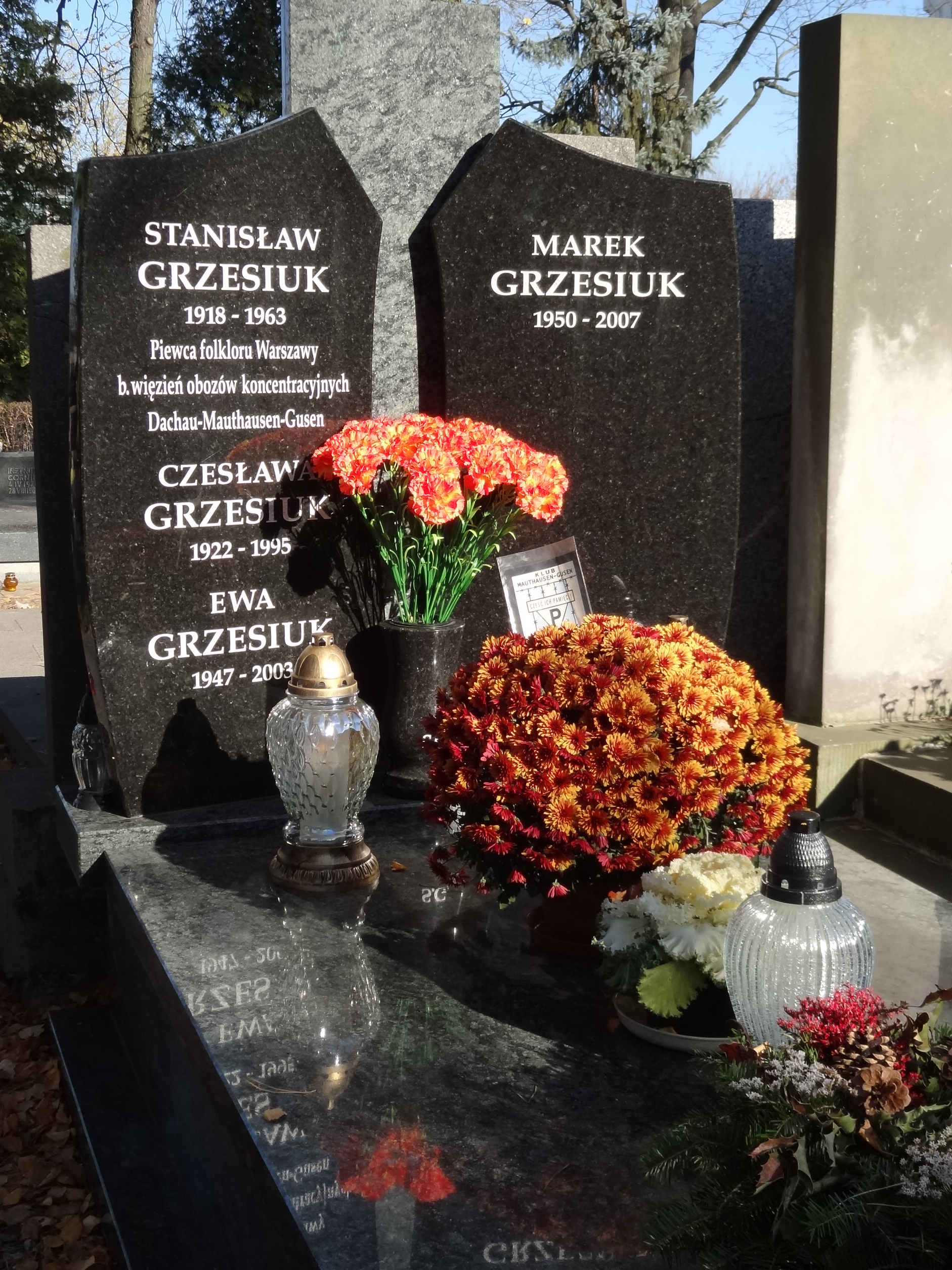
Grób Stanisława Grzesiuka na cmentarzu Wojskowym na Powązkach

## Życie prywatne
Jego ojciec, Franciszek Grzesiuk, urodził się w 1889 w Małkowie. Po śmierci rodziców zamieszkał u dalszej rodziny ojca w Garbatówce na Lubelszczyźnie, gdzie spędził dzieciństwo i młodość. Po osiągnięciu pełnoletniości przeprowadził się do Warszawy. Tam poznał przyszłą żonę, Annę Antoszkiewicz, która pochodziła z Nowego Miasta koło Płońska. Pobrali się we wrześniu 1912 w kościele Wszystkich Świętych w Warszawie. Początkowo Grzesiukowie mieszkali przy ul. Wołomińskiej 48, a następnie przy ul. Złotej 54. Franciszek Grzesiuk był z zawodu ślusarzem, pracował w Warszawskiej Spółce Akcyjnej Budowy Parowozów przy ul. Kolejowej (późniejszy Bumar-Waryński), był także działaczem PPS. W 1916 Grzesiukowie wyjechali z zajętej przez Niemców Warszawy do Małkowa. Tam przyszedł na świat ich drugi syn – Stanisław. Rodzina wróciła do Warszawy jesienią 1920.
Miał starszego brata Wacława (ur. 1913), starszą siostrę Irenę (1915–1916) i młodszą siostrę Krystynę (ur. 1922). W 1946 ożenił się z Czesławą Żórawską (1922−1995). Miał z nią dwoje dzieci – córkę Ewę Grzesiuk-Rusin (1947–2003) i syna Marka (1950–2007).

## Poglądy
Ukończył szkołę zawodową pracując w fabryce. Tam zetknął się po raz pierwszy z działalnością lewicową. Pogrzeb ojca był dla niego punktem przełomowym. Zaczął uważać, że ówczesny porządek społeczny zawsze będzie deprecjonować osoby chcące wyrwać się z getta biedy. Był ateistą.
Sympatyzował z nowo powstałą PRL. Widział w niej szansę zapobieżenia nędzy, chorobom i istniejącemu w dwudziestoleciu międzywojennym wyzyskowi. Negatywnie oceniał ucieczkę władz państwowych za granicę podczas kampanii wrześniowej.
Jego siostra Krystyna Zaborska, miała za złe Grzesiukowi, że napisał książkę krytykującą Polskę sanacyjną. Jej zdaniem Grzesiuk obawiał się, że inaczej powieść nie zostałaby wydana. Wedle niej, wydając książkę, chciał zabezpieczyć materialnie swoje dzieci. Przyjaciel Stanisława Grzesiuka profesor Józef Rurawski, twierdzi że Grzesiuk nigdy nie kłamał. Tak nauczyło go życie w młodości. W książkach opisał swoje prawdziwe poglądy i rzeczywisty stosunek do II RP.
Wnuczka Stanisława Grzesiuka Izabela Laszuk również potwierdza wiarygodność swojego dziadka.

## Twórczość
Do opublikowania swoich wspomnień obozowych namówiła go krytyczka literacka, Janina Preger, która przebywała z Grzesiukiem w tym samym sanatorium. W 1958 zadebiutował powieścią Pięć lat kacetu, w której opisał swój pięcioletni pobyt w niemieckich obozach koncentracyjnych. Pisał barwnym, gawędowym stylem. Jest to druga, pod względem chronologii opisywanych zdarzeń, książka autora.
Druga autobiograficzna powieść, Boso, ale w ostrogach (1959, przedmowa Wojciech Żukrowski) przenosi czytelnika do przedwojennego Czerniakowa, dzielnicy warszawskiej biedoty, w której autor dorastał. Grzesiuk ponownie zapisał barwne opowieści z sugestywnie odmalowanym klimatem warszawskich „szemranych” dzielnic, opisem warunków życia, w jakich dorastał oraz humorem. Powieść ta została zaadaptowana przez Barbarę Borys-Damięcką pod tytułem „Ballada czerniakowska” i wystawiona jako spektakl teatralny w reżyserii Tadeusza Wiśniewskiego. Jest to pierwsza pod względem chronologii opisywanych zdarzeń książka autora.
Trzecia autobiografia, Na marginesie życia, wydana w rok po jego śmierci (1964), ze wstępem Janiny Preger, jest dramatyczną relacją zmagań autora z gruźlicą pod koniec swojego życia.
Według teatrologa i filmoznawcy Janusza R. Kowalczyka książek Grzesiuka nie należy traktować jako autobiografii w sensie ścisłym – autor niekiedy opisywał cudze przygody jako swoje, a także przesadzał w opisach przedwojennej biedy swojej rodziny. Grzesiukowi zarzucano także idealizowanie postaci cwaniaka i apasza. W wydanej w 2017 biografii „Grzesiuk król życia” autorstwa Bartosza Janiszewskiego, nikt nie podważa wiarygodności Grzesiuka. Podane w niej fakty potwierdzają treść jego książek. Rodzina Grzesiuków mieszkała w pięć osób w jednoizbowym mieszkaniu bez wody, kanalizacji i elektryczności. Nie było ich stać aby przeprowadzić się do lepszego lokalu. W 1930 z powodu biedy z mieszkania musiał wyprowadzić się brat Grzesiuka, mający 17 lat, Wacław. Również bliski przyjaciel Grzesiuka profesor Józef Rurawski, broni jego wiarygodności. Mieszkający na Czerniakowie Jerzy Kasprzak uważa, że tzw. ferajny i warszawskich cwaniaków stworzyła przedwojenna bieda.
Zajmował się też popularyzowaniem przedwojennego folkloru stolicy i gwary warszawskiej (gwary czerniakowskiej), wykonywał uliczne pieśni warszawskie. Grał na bandżoli i mandolinie. Do najpopularniejszych piosenek przezeń wykonywanych należą: Czarna Mańka, Siekiera, motyka, Bujaj się Fela, Bal na Gnojnej, Ballada o Felku Zdankiewiczu, Komu dzwonią, U cioci na imieninach oraz Nie masz cwaniaka nad warszawiaka. Śpiewał również Balladę o Okrzei, często wykonywaną na warszawskiej Pradze w początkach XX wieku.
Pierwsze zarejestrowane nagrania piosenek Stanisława Grzesiuka pochodzą z 1959. Wystąpił wtedy w dwóch audycjach radiowych z cyklu „Na warszawskiej fali”. W 1961 tygodnik „Stolica” zamieścił wywiad ze Stanisławem Grzesiukiem „Czerniaków moja młodość”. W 1962 Grzesiuk wystąpił w czterech audycjach Teatru Polskiego Radia: „Apaszem Stasiek był”, „Czerniakowskie zaloty”, „Piekutoszczak, Feluś i ja”, „Bujaj się Fela”. Wziął również udział w kilku „Podwieczorkach przy mikrofonie”.
W 2018 Wydawnictwo Prószyński i S-ka rozpoczęło wydawanie wznowień książek Stanisława Grzesiuka pod redakcją Michała Nalewskiego, uzupełnionych o fragmenty pominięte wcześniej przez cenzurę i pierwszego wydawcę. W 2019 Prószyński i S-ka wydało Klawo, jadziem! – zbiór niepublikowanych wcześniej felietonów Grzesiuka, zawierający również skany jego rękopisów.

## W kulturze masowej
- W 2006 roku zrealizowany został film dokumentalny „Grzesiuk, chłopak z ferajny” (scenariusz Alex Kłoś, reżyseria Mateusz Szlachtycz).
- Bandżola Stanisława Grzesiuka została wypożyczona muzykowi Janowi Młynarskiemu, który nagrał na niej płytę z przedwojennymi warszawskimi balladami w hołdzie bardowi[64].
- W 2018 roku powstał film dokumentalny „Grzesiuk. Ferajna wciąż gra” wyreżyserowany przez Jarosława Wiśniewskiego, z udziałem m.in. wnuczki Grzesiuka Izabeli Laszuk, jego przyjaciela profesora Józefa Rurawskiego i Jana Młynarskiego[65].

## Upamiętnienie
- W styczniu 1979 roku jego imieniem nazwano jedną z ulic warszawskiego Czerniakowa[66].
- Od 2012 do 2019 roku na budynku mieszkalnym przy ul. Puławskiej 143 widniał mural Syn ulicy upamiętniający artystę[67][68]. W 2016 na bocznej ścianie kamienicy przy ul. Lubkowskiej 7/9 (od strony ul. Gagarina) odsłonięto mural przedstawiający Stanisława Grzesiuka z bandżolą i napisem Stąd jestem! Stanisław Grzesiuk[69].